# Coup de chauffe
Ne doit pas être confondu avec Coup de chaud.
Coup de chauffe est un festival gratuit des arts de la rue qui a lieu le 1er week-end de septembre dans la ville de Cognac (Charente). Il fut créé en 1995 par René Marion. Il est aujourd'hui sous la direction de Stéphane Jouan.
En 2019, le festival célébrait sa 25e édition

## Organisation
Le festival est organisé par l'association l'Avant-Scène (Scène conventionnée d’intérêt national, "Art et création" pour les arts du mouvement.).
Il réunit environ 30 000 spectateurs par an et a accueilli plus de 500 compagnies depuis sa création.

## Éditions
- Coup de chauffe 2022 : 3, 4 et 5 septembre [4]

Troupes et artistes présentes en 2022:
- Dan Ancher
- Benjamin Vandewalle ( Belgique )
- Ussé Inné
- Cie C'hoari
- Jordi Gali
- Toto et les sauvages
- Circo Aereo
- Marc Prépus 
|  |

- Chloé Moglia 
|  |

- Cirque Rouages
- Cie I'MRG'ée
- Martin Palisse-David Gauchard
- Emma la clown
- Fred Toush
- Coup de chauffe 2019 - 25 ans : 6, 7 et 8 septembre[5]
- Coup de chauffe 2018 : 2 et 3 septembre
- Coup de chauffe 2014 - 20 ans :
- Coup de chauffe 2004 - 10 ans :